# Авербах, Леонид Викторович
Леонид Викторович Авербах (укр. Леонід Вікторович Авербах; 15 января 1938, Харьков — 25 апреля 1998, там же) — советский и украинский тренер по фехтованию на шпагах. Мастер спорта СССР (1960). Заслуженный тренер Украинской ССР (1983).

## Биография
Леонид Авербах родился 15 января 1938 года в Харькове. Занимался фехтованием под руководством Василия Сергеева. В 1960 году получил спортивное звание «Мастер спорта СССР». 
В 1963 году окончил Харьковский педагогический институт и перешёл на тренерскую работу. Был одним из создателей отделения фехтования (с 2002 года — спортивно-фехтовальный клуб «Унифехт») при Харьковском государственном университете имени А. М. Горького. Его наиболее известным учеником был чемпион мира (1987), призёр Олимпийских игр (1988) Михаил Тишко. В число подготовленных им спортсменов входили также многократный чемпион Украины, победитель Всемирной универсиады (1997), участник Олимпийских игр (2000) Александр Горбачук, чемпион СССР (1983) и бронзовый призёр Всемирной универсиады (1983) Владимир Соколов, победитель Всемирной универсиады (1985) Вячеслав Данилов, спортивный судья Андрей Макарущенко.
Умер 25 апреля 1998 года. После смерти Леонида Авербаха в Харькове стал проводиться ежегодный международный турнир по фехтованию, который посвящён его памяти.

## Семья
Ирина Одокиенко (род. 1954) — жена, советский и украинский тренер по фехтованию. Заслуженный тренер Украины.